# خمسون بنسا (عملة بريطانية)
العملة المعدنية البريطانية العشرية من فئة الخمسين بنسًا (والتي غالبًا ما تختصر إلى 50 بنسًا في الكتابة والكلام) هي فئة من العملات المعدنية الإسترليني بقيمة1⁄2 الجنيه الواحد. وقد حمل وجه العملة صورة الملكة البريطانية الحالية منذ طرحها في الأسواق عام 1969. اعتبارًا من نوفمبر 2024 استخدمت ستة صور ملكية مختلفة.
اعتبارًا من مارس 2013، كان هناك ما يقدر بنحو 920 مليون عملة معدنية بقيمة 50 بنسًا قيد التداول. وقد أثبتت العملة شعبيتها لدى هواة جمع العملات، مما أدى إلى العديد من التصميمات المختلفة لكل من العملات التذكارية والمتداولة.
تعتبر العملات المعدنية من فئة الخمسين بنسًا بمثابة عملة قانونية لمبالغ تصل إلى مجموع 10 جنيهات إسترلينية عندما تقدم لسداد دين؛ ومع ذلك، فإن وضع العملة القانونية لا يكون عادةً ذا صلة بالمعاملات اليومية.

## التاريخ

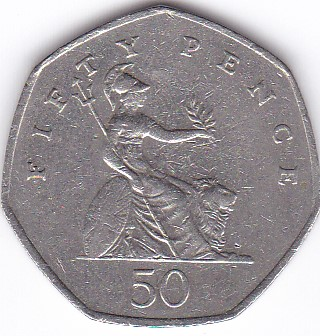
خمسين بنس (عكس العملة)

في عام 1967، توجه نائب مدير دار سك العملة الملكية إلى مجلس العملة العشرية لطلب المشورة بشأن طرح عملة جديدة. كانت ورقة العشرة شلنات المستخدمة آنذاك لا تدوم سوى خمسة أشهر، وقد اقترح البعض أن العملة المعدنية التي يمكن أن تدوم خمسين عامًا ستكون أكثر اقتصادية. كانت المشكلة في هذا الأمر هي أن جميع العملات المعدنية مرتبة في "طبقات"، حيث تتمتع كل عملة معدنية في الطبقة بنفس نسبة الوزن إلى القيمة بحيث يمكن وزن كيس من العملات المعدنية المختلطة لتحديد القيمة طالما كانت جميعها من البرونز وجميعها من الفضة وما إلى ذلك. تعرف على كل عملة معدنية داخل طبقتها من خلال حجمها وكان لابد أن تكون كل طبقة قادرة على التعرف عليها عن طريق البصر واللمس. تحقق ذلك في المجموعات الموجودة آنذاك باستخدام مواد مختلفة ("البرونز" و"النحاس الأصفر" و"الفضة") حيث كانت العملات البرونزية ذات حواف عادية، وكانت عملة النيكل والنحاس الأصفر ذات 12 جانبًا وكانت العملات الفضية ذات حواف مطحونة. إذا صنعت عملة العشرة شلنات في نفس فئة العملات الفضية، فيجب أن يكون وزنها ضعف وزن التاج (الذي كان يستخدم آنذاك والآن فقط للعملات التذكارية)، وكان هناك اتفاق عام على أن هذا من شأنه أن يجعلها غير شعبية ومكلفة للغاية. لذلك يجب أن يكون في مستوى جديد خاص به.
لم تتمكن دار سك العملة من العثور على معدن مناسب يختلف لونه بشكل كافٍ عن العملات المعدنية الموجودة ولا يتغير لونه. وقد اعتُقد أن هذه النقطة الأخيرة مهمة لأن العملة الجديدة ستكون العملة الأكثر قيمة في التداول العام في العالم ( 9 ). ولذلك كان لا بد من أن يكون لها شكل مختلف؛ فقد استُخدمت أساليب مختلفة في الخارج للتغلب على هذه المشكلة، ولكن لم تكن أي منها خالية من العيوب. كان ثقب العملة المعدنية يسبب أشياء غير مقبولة لرأس الملكة (وهو متطلب قانوني على العملات البريطانية)، ولم يكن من الممكن استخدام العملات المعدنية ذات الحواف المتموجة أو المسطحة أو المربعة في آلات التعامل مع العملات المعدنية التي كانت تستخدم بشكل متزايد في الصناعة والمصارف وأجهزة البيع. لكي تستخدم في آلة البيع أو الفرز، يجب أن تتدحرج العملة المعدنية تحت تأثير الجاذبية وأن تكون قابلة للقياس دون تقديمها بطريقة خاصة؛ بعبارة أخرى، كانت تحتاج إلى عرض ثابت عند أي زاوية تقاس.
كان العضو الفني (والمهندس الوحيد) في مجلس العملة العشرية هو هيو كونواي، الذي كان في ذلك الوقت رئيسًا لمؤسسة المهندسين الميكانيكيين والمدير الإداري لشركة محركات بريستول سيدلي، بريستول. لقد وجد في كتاب مدرسي للرياضيات صيغة لشكل غير دائري بعرض ثابت وطلب من مكتب التصميم في باتشواي، بالقرب من بريستول، والذي يعمل عادة على محركات الطائرات مثل كونكورد وفولكان وهارير، رسم الشكل. ومع ذلك، فقد تبين أن هذا الشكل ذو حواف متموجة وجوانب قابلة لإعادة الدخول والتي لا تتدحرج ولا يمكن قياسها بسهولة. اقترح المصمم كولن لويس شكلًا أبسط بكثير وهو في شكله الأساسي عبارة عن مثلث متساوي الأضلاع مع دائرة صغيرة مركزها كل قمة وقوس دائري أكبر مركزه كل قمة ولكنه مماس لكل من الدائرتين الصغيرتين المتقابلتين. أينما يقاس، كان عرض هذا الشكل عبارة عن نصف قطر صغير زائد نصف قطر كبير. (لم يكن نصف القطر الصغير ضروريًا تمامًا للهندسة، ولكنه جعل الشكل أكثر عملية من خلال إزالة النقاط الحادة غير المريحة وتقليل معدل التآكل، وبالتالي تغيير الحجم، في التعامل.) يمكن أن يكون عدد الزوايا أي عدد فردي أكبر من واحد. عملوا رسم توضيحي للاقتراح، والذي وافق عليه هيو كونواي. لقد اختار سبعة جوانب كحل وسط بين الشكل الجذري للغاية، والذي قد لا يكون مقبولاً للجمهور، وبين وجود العديد من الجوانب، مما يجعل من الصعب بصريًا التمييز بين الشكل والدائرة. رسم الشكل بواسطة ديفيد براون و صنعت عينات من الفولاذ المقاوم للصدأ بواسطة متجر النماذج، جنبًا إلى جنب مع قسم من قناة البليكسي جلاس مع ثني لإظهار أن "العملة المعدنية" سوف تتدحرج حول الزوايا وتسقط من خلال فتحات القياس. نقش الأسطورة "50" بالصور الفوتوغرافية (من رسم رئيسي رسمه راي جودينج) على وجوه العينات حيث بالفعل تحدد أن العملة الجديدة ستكون أول عملة من سلسلة Decimal الجديدة. نظرًا لأن العملة المعدنية إصدرت قبل يوم العشرية، فقد كانت قيمتها في البداية 10 /- (وبالتالي 120 د).
عندما اجتمع مجلس العملة العشرية، لم يكن لدى أي من الأعضاء الآخرين أي اقتراح ليقدموه، لذا عندما إنتجت العينات قبلت الفكرة دون معارضة.

## التصميم
كانت أول عملة معدنية ذات سبعة أوجه في العالم. ومع ذلك، كان هناك بعض الارتباك والمقاومة للشكل الجديد بعد إصداره في 14 أكتوبر 1969، حيث خلط بين العملات المعدنية والعملات العشرية 10 بنسات ونصف التاج، والتي كانت كلاهما مستديرة. اعتبرت مجموعة من "معارضي السباعي" العملة المعدنية "قبيحة" و"إهانة لسيادتنا التي تحمل صورتها". هندسيًا، يشكل شكل العملة المعدنية منحنى متساوي الأضلاع سباعي الأضلاع، أو مضلع رولو، وهو منحنى بعرض ثابت، مما يعني أن القطر ثابت عبر أي قسم.
في عام 1997، تقلص قطر وسمك عملة 50 بنسًا، و سحبت العملات القديمة من التداول. طرحت العملة الجديدة في الأول من سبتمبر 1997. إلغيت العملة القديمة الأكبر حجمًا في 28 فبراير 1998. ظلت تصاميم الوجه دون تغيير.
استخدم شكل العملة الأصلية بقيمة 50 بنسًا أيضًا لعملة 20 بنسًا، والتي قدمت في عام 1982، ولكن بحجم أصغر.

### الوجه(الرؤوس)
بالنسبة للملكة إليزابيث الثانية، استخدمت أربعة وجوه مختلفة. في جميع الحالات، يكون النقش هو ELIZABETH II D.G.REG.F.D. 2013 ELIZABETH II D.G.REG.F.D. 2013، حيث استبدل 2013 بسنة سك العملة؛ وبعضها يحتوي أيضًا على الفئة، FIFTY PENCE ، قبل السنة (حيث أن هذه العملات المعدنية تحذف الفئة على الوجه الخلفي تمامًا).
كما هو الحال مع جميع العملات العشرية الجديدة، حتى عام 1984 ظهرت صورة الملكة إليزابيث الثانية لأرنولد ماشين على الوجه الأمامي، حيث ترتدي الملكة تاج "فتيات بريطانيا العظمى وأيرلندا".
بين عامي 1985 و1997، استخدمت صورة رافائيل ماكلوف، حيث ترتدي الملكة تاج الدولة جورج الرابع.
من عام 1998 إلى عام 2015 استخدمت صورة إيان رانك-برودلي، والتي تتميز مرة أخرى بالتاج، مع علامة توقيع IRB أسفل الصورة. في عام 2008، أداروا تصميم الوجه الأمامي ليتناسب مع التصميم الخلفي الجديد الذي يعرض مع توجيه نقطة السباعي لأسفل بدلاً من توجيهها لأعلى.
من عام 2015 إلى عام 2022، إصدرت عملات معدنية تحمل صورة جودي كلارك، والتي تضمنت مرة أخرى التاج.
في 3 أكتوبر 2022، إصدرت عملة تذكارية بقيمة 50 بنسًا، وكانت أول عملة تحمل صورة الملك تشارلز الثالث بعد وفاة إليزابيث الثانية. تخطط للعملة المعدنية كجزء من مجموعة تذكارية وللتداول العام، وكانت تحتوي على نسخة من التصميم المستخدم على التاج (قطعة بقيمة خمسة شلنات) والتي إصدرت في عام 1953 لإحياء ذكرى تتويج الملكة. رسمت صورة الملك بواسطة مارتن جينينغز.

### العكس(ذيول)
الوجه الخلفي للعملة، الذي صممه كريستوفر أيرونسايد، واستُخدم من عام 1969 إلى عام 2008، هو صورة بريتانيا جالسة إلى جانب أسد يحمل غصن زيتون في يده اليسرى ورمح ثلاثي الشعب في يده اليمنى، مصحوبًا إما بنس جديد (1969-1981) أو خمسين بنسًا (1982-2008) فوق بريتانيا، مع الرقم 50 أسفل الشكل الجالس. إصدر تصميمه الأصلي ولكن غير المستخدم، للأسلحة الملكية مع الداعمين، كنوع من التغيير في عام 2013.
في أغسطس 2005، أطلقت دار سك العملة الملكية مسابقة لإيجاد تصميمات جديدة لعكس جميع العملات المعدنية المتداولة باستثناء عملة 2 جنيه إسترليني. وكان الفائز، الذي أُعلن عنه في أبريل 2008، هو ماثيو دنت، الذي إدخلت تصميماته تدريجيًا في العملات البريطانية المتداولة منذ منتصف عام 2008. تصور تصميمات العملات المعدنية من فئة 1 بنس، و2 بنس، و5 بنس، و10 بنس، و20 بنس، و50 بنسًا أقسامًا من الدرع الملكي التي تشكل الدرع بأكمله عند وضعها معًا. كان الدرع بالكامل موجودًا على العملة المعدنية القديمة بقيمة جنيه إسترليني واحد. تصور العملة المعدنية بقيمة 50 بنسًا أدنى نقطة في الدرع، مع عبارة FIFTY PENCE أسفل نقطة الدرع. يبقى وجه العملة المعدنية دون تغيير.
في أكتوبر 2023، قدمت عملة الملك تشارلز الثالث بقيمة خمسين بنسًا؛ وتحتوي العملة على سمك السلمون الأطلسي.

## الأختلافات
بالإضافة إلى التصاميم القياسية، كانت هناك العديد من التصاميم العكسية المتنوعة المستخدمة على عملة 50 بنسًا لإحياء ذكرى الأحداث المهمة. تلخصت في الجدول أدناه.
| السنة على العملة | الحدث | التصميم | المصمم                      | المسكوكات  |
| ---------------- | --- | --- | --------------------------- | ---------- |
| 1973             | انضمام المملكة المتحدة إلى المجموعة الاقتصادية الأوروبية                                                                  | نقش "50 بنسًا" وتاريخ السنة، محاط بتسعة أيدي، ترمز إلى الأعضاء التسعة في المجتمع، الذين يتصافحون في لفتة متبادلة من الثقة والمساعدة والصداقة | ديفيد وين                   | 89,775,000 |
| 1992–93          | رئاسة المملكة المتحدة لمجلس الوزراء واستكمال السوق الأوروبية المشتركة                                                     | تمثيل لطاولة موضوع عليها اثني عشر نجمة، متصلة بشبكة من الخطوط مع بعضها البعض وكذلك مع اثني عشر كرسيًا حول الطاولة، يظهر على أحدها الأحرف "UK"، مع التاريخين "1992" و"1993" أعلاه والقيمة "50 بنسًا" أدناه                                                                                  | ماري ميلنر ديكنز            | 109,000    |
| 1994             | الذكرى الخمسون لإنزال النورماندي                                                                                          | تصميم يُمثل قوة غزو الحلفاء المتجهة نحو نورماندي، والتي تملأ البحر والسماء، مع قيمة "50 بنسًا". كانت هذه آخر عملة تذكارية بالحجم الأصلي (الأكبر). | جون ميلز                    | 6,705,520  |
| 1998             | رئاسة المملكة المتحدة للاتحاد الأوروبي، والذكرى الخامسة والعشرين لانضمام المملكة المتحدة إلى الجماعة الاقتصادية الأوروبية | ترتيب احتفالي للنجوم مع الأحرف "EU" بين تاريخي الذكرى "1973" و "1998"، والقيمة 50 بنسًا أدناه | جون ميلز                    | 5,043,000  |
| 1998             | الذكرى الخمسين لتأسيس هيئة الخدمة الصحية الوطنية                                                                          | زوج من العقارب موضوعان على نمط من الخطوط المشعة مع عبارة "الذكرى الخمسين" والقيمة "50 بنسًا"، مصحوبة بالأحرف الأولى "NHS" التي تظهر خمس مرات على الحدود الخارجية | دايفد كورنيل                | 5,001,000  |
| 2000             | الذكرى السنوية الـ 150 لقانون المكتبات العامة لعام 1850                                                                   | صفحات الكتاب المتقلبة، وتواريخ الذكرى السنوية "1850" و"2000"، والقيمة "50 بنسًا"، كل ذلك فوق مبنى مكتبة كلاسيكي تظهر عليه عبارة "المكتبات العامة"، وداخل الواجهة الأمامية، تمثيلات للأقراص المضغوطة.                                                                                      | ماري ميلنر ديكنز            | 11,263,000 |
| 2003             | الذكرى المئوية لتأسيس الاتحاد الاجتماعي والسياسي النسائي                                                                  | شخصية ناشطة مناصرة لحق المرأة في التصويت مقيدة بسور وتحمل لافتة مكتوب عليها WSPU، وعلى اليمين ورقة اقتراع عليها علامة صليب وعبارة GIVE WOMEN THE VOTE، وعلى اليسار قيمة 50 بنسًا، وفي الأسفل وفي أقصى اليمين تواريخ الذكرى السنوية 1903 و2003                                             | ماري ميلنر ديكنز            | 3,124,030  |
| 2004             | الذكرى الخمسين لأول ميل في أربع دقائق بواسطة روجر بانيستر                                                                 | أرجل رياضي يركض مع ساعة توقيت منمقة في الخلفية وقيمة 50 بنسًا أسفلها | جيمس بتلر                   | 9,032,500  |
| 2005             | الذكرى السنوية الـ 250 لقاموس صمويل جونسون للغة الإنجليزية                                                                | مدخلات من القاموس للكلمات FIFTY وPENCE، مع الرقم 50 أعلاه، والنقش JOHNSON'S DICTIONARY 1755 أدناه | توم فيليبس                  | 17,649,000 |
| 2006             | الذكرى السنوية الـ 150 لتأسيس صليب فيكتوريا 1                                                                             | تصوير الوجه والظهر لصليب فيكتوريا مع التاريخ 29 يناير 1856 في وسط ظهر الصليب، والحروف VC على اليمين والقيمة خمسون بنسًا أدناه | كلير ألدريدج                | 12,087,000 |
| 2006             | الذكرى السنوية الـ 150 لتأسيس صليب فيكتوريا 2                                                                             | تصوير لجندي يحمل رفيقًا جريحًا مع رسم تخطيطي للصليب الفيكتوري محاطًا بتأثير أشعة الشمس في الخلفية | كلايف دنكان                 | 10,000,500 |
| 2007             | الذكرى المئوية لتأسيس الحركة الكشفية                                                                                      | زهرة زنبق متراكبة على كرة أرضية محاطة بنقش "كن مستعدًا" وتاريخي "1907" و"2007" وفئة "خمسون بنسًا" | كيري جونز                   | 7,710,750  |
| 2009             | الذكرى السنوية الـ 250 لتأسيس الحدائق النباتية الملكية في كيو                                                             | تصميم يظهر الباغودا محاطة بكرمة ويرافقها التاريخان "1759" و"2009"، مع كلمة "KEW" في قاعدة الباغودا | كريستوفر لي برون            | 210,000    |
| 2010             | الاحتفال بمرور 100 عام على تأسيس منظمة جمعية مرشدات المملكة المتحدة                                                       | مسدس مكون من ستة رموز من نبات الشامروك الخاص بفتيات الإرشاد محاط بعبارة "الاحتفال بمرور 100 عام على فتيات الإرشاد في المملكة المتحدة" | جوناثان إيفانز ودونا هاينان | 7,410,090  |
| 2011             | الاحتفال بمرور 50 عامًا على عمل الصندوق العالمي للطبيعة (WWF)                                                              | خمسون رمزًا صغيرًا تُظهر نطاق عمل الصندوق العالمي للطبيعة | ماثيو دنت                   | 3,400,000  |
| 2011             | بريطانيا العظمى تستضيف دورة الألعاب الأولمبية الصيفية 2012                                                                | 29 تصميمًا مختلفًا يضم الرياضات الأولمبية والبارالمبية | متنوع                       | See below  |
| 2013             | الاحتفال بالذكرى المئوية لميلاد كريستوفر أيرونسايد                                                                        | التصميم الذي صممه أيرونسايد لعملة الـ 50 بنسًا، والذي يظهر شعار النبالة للمملكة المتحدة | كريستوفر أيرونسايد          | 7,000,000  |
| 2013             | الاحتفال بالذكرى المئوية لميلاد بنجامين بريتن                                                                             | اسم الملحن مكتوبًا عبر الأشرطة الموسيقية؛ وتظهر القيمة على الوجه الأمامي للمرة الأولى. | توم فيليبس                  | 5,300,000  |
| 2014             | دورة ألعاب الكومنولث 2014 في غلاسكو                                                                                       | راكب دراجة وعداء، يفصل بينهما علم اسكتلندا | أليكس لودون ودان فلاشمان    | 6,500,000  |
| 2015             | الذكرى الخامسة والسبعين لمعركة بريطانيا                                                                                   | الطيارون يركضون إلى طائراتهم بينما تحلق الطائرات فوقهم | غاري بريز                   | 5,900,000  |
| 2016             | فريق جي بي | سباح يحمل شعار فريق بريطانيا العظمى لدورة الألعاب الأولمبية الصيفية 2016 | تيم شارب                    | 6,400,000  |
| 2016             | موقعة هاستنجز | أصيب الملك هارولد في عينه بسهم، وهي تفصيلة من نسيج بايو | جون بيرجدال                 | 6,700,000  |
| 2016             | الذكرى السنوية الـ 150 لميلاد بياتريكس بوتر                                                                               | صورة لبياتريكس بوتر أعلاه مع اسمها وتاريخ ميلادها ووفاتها (1866-1943) وبيتر رابيت | إيما نوبل                   | 6,900,000  |
| 2016             | بياتريكس بوتر: الأرنب بيتر                                                                                                | صورة الأرنب بيتر واسمه | إيما نوبل                   | 9,700,000  |
| 2016             | بياتريكس بوتر: السيدة تيغي وينكل                                                                                          | صورة للسيدة تيغي وينكل واسمها | إيما نوبل                   | 8,800,000  |
| 2016             | بياتريكس بوتر: سنجاب الجوزة                                                                                               | صورة لسنجاب نوتكين واسمه | إيما نوبل                   | 5,000,000  |
| 2016             | بياتريكس بوتر: جيميما بادل داك                                                                                            | صورة لجيميما بادل داك واسمها | إيما نوبل                   | 2,100,000  |
| 2017             | الذكرى السنوية الـ 300 لتقرير السير إسحاق نيوتن المعياري الذهبي                                                           | تصوير منمق للشمس كنقطة محورية مشتركة لثلاثة مدارات لكواكب مختلفة | ارون ويست                   | 1,800,000  |
| 2017             | بياتريكس بوتر: بيتر رابيت                                                                                                 | صورة لبيتر رابيت وكلمات "حكاية بيتر رابيت" | إيما نوبل                   | 19,900,000 |
| 2017             | بياتريكس بوتر: السيد جيريمي فيشر                                                                                          | صورة للسيد جيريمي فيشر (ضفدع) واسمه (يونيو 2017) | إيما نوبل                   | 9,900,000  |
| 2017             | بياتريكس بوتر: القط توم                                                                                                   | صورة القط توم واسمه (أغسطس 2017) | إيما نوبل                   | 9,500,000  |
| 2017             | بياتريكس بوتر: الأرنب بنجامين                                                                                             | صورة لبنجامين الأرنب واسمه (سبتمبر 2017) | إيما نوبل                   | 25,000,000 |
| 2018             | الذكرى المئوية لقانون تمثيل الشعب                                                                                         | صورة لحشد من الناخبين، تمثل التغيير في حق الاقتراع الذي أحدثه القانون | ستيفن تايلور                | 9,000,000  |
| 2018             | الذكرى الستين لنشر أول كتاب قصصي للأطفال من سلسلة بادينغتون.                                                              | صورة لدب بادينغتون جالسًا داخل محطة بادينغتون | ديفيد كنابتون               | 5,001,000  |
| 2018             | بادينغتون في القصر | صورة للدب بادينغتون وهو يحمل علم المملكة المتحدة أثناء وقوفه أمام قصر باكنغهام | ديفيد كنابتون               | 5,901,000  |
| 2018             | بياتريكس بوتر: بيتر رابيت                                                                                                 | صورة لبيتر رابيت يرتدي سترته الزرقاء وهو يأكل الجزر، واسمه | إيما نوبل                   | 1,400,000  |
| 2018             | بياتريكس بوتر: فلوبسي باني                                                                                                | صورة لـ Flopsy Bunny في عباءتها الحمراء المميزة واسمها | إيما نوبل                   | 1,400,000  |
| 2018             | بياتريكس بوتر: خياط غلوستر                                                                                                | صورة لفأر يجلس على بكرة خيط، ويقرأ صحيفة وكلمات "خياط غلوستر" | إيما نوبل                   | 3,900,000  |
| 2018             | بياتريكس بوتر: السيدة تيتلماوس                                                                                            | صورة للسيدة تيتلماوس الفأرة الصغيرة الفخورة بالمنزل وهي تحمل سلة خاصة بها واسمها أعلى الصورة | إيما نوبل                   | 1,700,000  |
| 2019             | الذكرى السنوية الـ 160 لميلاد السير آرثر كونان دويل                                                                       | صورة لشارلوك هولمز محاطة بأسماء جميع كتب شارلوك هولمز | ستيفن راو                   | 8,602,000  |
| 2019             | بادينغتون في برج لندن | صورة للدب بادينغتون وهو يحمل شطيرة مربى أثناء وقوفه خارج برج لندن | ديفيد كنابتون               | 9,001,000  |
| 2019             | بادينغتون في كاتدرائية القديس بولس                                                                                        | صورة للدب بادينغتون وهو يرفع قبعته أمام كاتدرائية القديس بولس | ديفيد كنابتون               | 9,001,000  |
| 2020             | انسحاب المملكة المتحدة من الاتحاد الأوروبي                                                                                | شعار "السلام والرخاء والصداقة مع جميع الأمم" مكتوب بخط اليد، وتاريخ "31 يناير 2020". (اضطرت حوالي مليون عملة تحمل تاريخ "31 أكتوبر 2019" إلى تمزيقها وصهرها. كان من المقرر إصدار نسخة أخرى تحمل تاريخ "29 مارس 2019"، لكنها لم تُصدر.) لا يستخدم الشعار فاصلة أكسفورد، مما أثار انتقادات. |                             | 10,001,000 |
| 2020             | التنوع هو ما بنى بريطانيا                                                                                                 | شعار "التنوع هو ما بنى بريطانيا" مكتوب بخط عربي على هيكل مكون من مثلثات مترابطة | دومينيك إيفانز              | 10,300,000 |
| 2022             | اليوبيل البلاتيني لجلالة الملكة                                                                                           | رقم كبير 70 مع رمزها الملكي | أوزبورن روس                 | 5,000,070  |
| 2022             | 50 عامًا من الفخر | يصور خمسة أقواس قزح (رمز مجتمع LGBTQ+) مع الكلمات "الفخر" و"الاحتجاج" و"الرؤية" و"الوحدة" و"المساواة" | دومينيك هولمز               | 5,000,000  |
| 2022             | إحياءً لذكرى جلالة الملكة إليزابيث الثانية                                                                                 | تاج الملك محاط بأربعة دروع تحمل شعارات اسكتلندا وإنجلترا وأيرلندا، بالإضافة إلى نبات الشوك والورد والكراث والنفل. هذه نسخة من التاج صدرت بمناسبة تتويجها. أول نسخة تحمل وجه الملك تشارلز الثالث الجديد.                                                                                  | إدغار فولر وسيسيل توماس     | 9,600,000  |
| 2023             | تتويج الملك تشارلز الثالث                                                                                                 | الجزء الخارجي من دير وستمنستر، بالإضافة إلى الشيفرة الملكية للملك | ناتاشا جينكينز              | 5,000,000  |

إنتجت العملات المعدنية التالية بواسطة دار سك العملة الملكية كإصدارات تذكارية فقط، دون أن يكون المقصود طرحها للتداول:
| السنة على العملة | المناسبة                                                 | التصميم | المصمم                   | العدد المسكوك   |
| ---------------- | -------------------------------------------------------- | --- | ------------------------ | --------------- |
| 2018             | الذكرى الأربعين لفيلم رجل الثلج                          | صورة لرجل الثلج وهو يمسك بيد جيمس أثناء تحليقه فوق القرية الثلجية بجانب البحر، من كتاب الأطفال المصور بواسطة ريموند بريجز | ناتاشا راتكليف           | 170,705 BU Only |
| 2019             | الذكرى السنوية العشرون لفيلم The Gruffalo                | صورة للغروفالو، من كتاب قصص الأطفال الذي كتبته جوليا دونالدسون ورسمه أكسل شيفلر | صور الضوء السحري         | غير معروف       |
| 2019             | الذكرى السنوية الأولى لوفاة ستيفن هوكينج                 | صورة لثقب أسود ومعادلة هوكينغ التي تصف إنتروبيا الثقب الأسود. أول عملة في سلسلة الابتكار في العلوم. | إدوينا إليس              | غير معروف       |
| 2019             | بياتريكس بوتر: بيتر الأرنب                               | صورة بيتر الأرنب واسمه | إيما نوبل                | غير معروف       |
| 2019             | 50 عامًا على عملة الـ 50 بنسًا – مجموعة الثقافة البريطانية | إعادة إصدار لخمسة من أشهر التصاميم: عملة بريتانيا الأصلية (1969) مع نص "بنس جديد" وعلامات سك محفورة بدقة، وعملة أول ميل في أقل من أربع دقائق (2004)، وعملة الكشافة (2007)، وعملة حدائق كيو (2009)، وعملة مرشدات الفتيات (2010). جميعها تحمل وجهًا جديدًا يحمل عام 2019.     | متنوع                    | غير معروف       |
| 2019             | 50 عامًا من عملة 50 بنسًا - مجموعة عسكرية بريطانية         | إعادة إصدار لخمسة تصاميم عسكرية: إنزال يوم النصر (1994)، صليب فيكتوريا 1 (2006)، صليب فيكتوريا 2 (2006)، معركة بريطانيا (2015)، معركة هاستينغز (2016). جميعها تحمل وجهًا جديدًا يحمل عام 2019.                                                                              | متنوع                    | غير معروف       |
| 2019             | الغروفالو والفأر                                         | صورة للغروفالو والفأر | صور الضوء السحري         | غير معروف       |
| 2019             | الذكرى السنوية الثلاثون لفيلم "يوم رائع"                 | صورة لوالاس وغروميت ينظران من خلال فتحة الصاروخ الخاص بهما | نيك بارك                 | غير معروف       |
| 2019             | رجل الثلج                                                | صورة لرجل الثلج يقف خلف جيمس. كلاهما أمام مشهد جبلي. | شركات رجل الثلج          | غير معروف       |
| 2020             | بياتريكس بوتر: بيتر الأرنب                               | صورة لبيتر الأرنب وهو يتسلق تحت سياج السيد ماكجريجور، واسمه | إيما نوبل                | غير معروف       |
| 2020             | مجموعة الديناصورات                                       | ثلاثة تصميمات تشيد بالاكتشاف البريطاني للديناصورات مع صور الميجالوصور والإيجوانودون والهايلوصور | روبرت نيكولز             | غير معروف       |
| 2020             | الذكرى المئوية لميلاد روزاليند فرانكلين                  | صورة من الصورة رقم 51. العملة الثانية في سلسلة الابتكار في العلوم | ديفيد كنابتون            | غير معروف       |
| 2020             | الذكرى السنوية الخامسة والتسعين لويني الدب               | ثلاث عملات معدنية عليها صور ويني الدب وكريستوفر روبن وبيجليت | ديزني                    | غير معروف       |
| 2020             | رجل الثلج                                                | جيمس ورجل الثلج يظهران في عناق | روبن شو                  | غير معروف       |
| 2021             | الذكرى الخامسة والسبعين لوفاة جون لوجي بيرد              | يُبرز التصميم أهم محطات حياة بيرد، مُعرَّفة بين خطوط النفاذ المُشعّة من مركز العملة. العملة الثالثة في سلسلة الابتكار في العلوم. | أوزبورن روس              | غير معروف       |
| 2021             | الذكرى الخمسين للعشرية                                   | صورة للعملات المعدنية ما قبل النظام العشري في المملكة المتحدة قبل النظام العشري، بما في ذلك عملات الفارذنغ، ونصف البنس، والبنس، والثلاثة بنسات، والستة بنسات، والشلن الواحد، والشلنين، بالإضافة إلى عبارة "يوم الخمسين بنسًا" الموجودة في الشكل السباعي لعملة الخمسين بنسًا | دومينيك إيفانز           | غير معروف       |
| 2021             | مجموعة الديناصورات                                       | ثلاثة تصميمات أخرى تشيد بالاكتشاف البريطاني للديناصورات مع صور لتيمنودونتوسورس وبليزيوصور وديمورفودون | روبرت نيكولز             | غير معروف       |
| 2021             | فريق جي بي                                               | صورٌ للمعدات الرياضية المستخدمة في دورة الألعاب الأولمبية الصيفية 2020. بعض الأمثلة تُظهر تاريخًا يعود إلى عام 2020، نظرًا لتأجيل الألعاب إلى عام 2021 بسبب جائحة كوفيد-19.                                                                                                   | ديفيد كنابتون            | غير معروف       |
| 2021             | ويني الدب وأصدقائه                                       | صورة ويني الدب، الأرنب، إيور، بيجليت وتيجر | شركة والت ديزني          | غير معروف       |
| 2021             | الذكرى السنوية الـ 150 لوفاة تشارلز باباج                | العملة الرابعة في سلسلة الابتكار في العلوم، تحمل اسمه. | نايجل تودمان وجاس بهامرا | غير معروف       |
| 2021             | ويني الدبدوب: البومة                                     | صورة بومة | شركة والت ديزني          | غير معروف       |
| 2021             | الذكرى المئوية لاكتشاف الأنسولين                         | صورة لبلورات الأنسولين وصيغتها الكيميائية. العملة الخامسة في سلسلة الابتكار في العلوم. | إيريس دي لا توري         | غير معروف       |
| 2021             | الرجل الثلجي                                             | صورة لجيمس وهو يرسم الفم على رجل الثلج | روبن شو                  | غير معروف       |
| 2021             | ويني الدبدوب: تيجر                                       | صورة تيجر | شركة والت ديزني          | غير معروف       |
| 2022             | دورة ألعاب الكومنولث 2022                                | صورة للتصميم الأيقوني لمكتبة برمنغهام وعبارة "دورة ألعاب الكومنولث برمنغهام 2022" | ناتاشا بريس              | غير معروف       |
| 2022             | ويني الدبدوب: إيور                                       | صورة إيور | شركة والت ديزني          | غير معروف       |
| 2022             | ويني الدبدوب: كانجا ورو                                  | صورة كانجا وطفلها رو | إرنست شيبارد             | غير معروف       |
| 2022             | الذكرى المئوية لتأسيس هيئة الإذاعة البريطانية            | صورة للكرة الأرضية تعلوها أقواس إرسال، وعبارة "100 عام من خدمة بي بي سي. إعلام، تعليم، ترفيه" | هنري غراي                | غير معروف       |

هناك أيضًا متغيرات أخرى غير مدرجة هنا والتي سكت بواسطة دار سك أخرى، مثل دار سك Pobjoy

## سك النقود

#### عدد العملات المعدنية من فئة الخمسين بنسًا التي سكت للتداول حسب السنة[20]
| السنة | العدد المسكوك | عكس العملة                               | الصورة        | القطر (مم) |
| ----- | ------------- | ---------------------------------------- | ------------- | ---------- |
| 1968  | 0             |                                          | Machin        | 30.0       |
| 1969  | 188,400,000   | Britannia (Ironside)                     | Machin        | 30.0       |
| 1970  | 19,461,500    | Britannia                                | Machin        | 30.0       |
| 1971  | 0             |                                          | Machin        | 30.0       |
| 1972  | 0             |                                          | Machin        | 30.0       |
| 1973  | 89,775,000    | EEC                                      | Machin        | 30.0       |
| 1974  | 0             |                                          | Machin        | 30.0       |
| 1975  | 0             |                                          | Machin        | 30.0       |
| 1976  | 43,746,500    | Britannia                                | Machin        | 30.0       |
| 1977  | 49,536,000    | Britannia                                | Machin        | 30.0       |
| 1978  | 72,005,500    | Britannia                                | Machin        | 30.0       |
| 1979  | 58,680,000    | Britannia                                | Machin        | 30.0       |
| 1980  | 89,086,000    | Britannia                                | Machin        | 30.0       |
| 1981  | 74,002,000    | Britannia                                | Machin        | 30.0       |
| 1982  | 51,312,000    | Britannia                                | Machin        | 30.0       |
| 1983  | 62,824,904    | Britannia                                | Machin        | 30.0       |
| 1984  | 0             |                                          | Machin        | 30.0       |
| 1985  | 682,103       | Britannia                                | Maklouf       | 30.0       |
| 1986  | 0             |                                          | Maklouf       | 30.0       |
| 1987  | 0             |                                          | Maklouf       | 30.0       |
| 1988  | 0             |                                          | Maklouf       | 30.0       |
| 1989  | 0             |                                          | Maklouf       | 30.0       |
| 1990  | 0             |                                          | Maklouf       | 30.0       |
| 1991  | 0             |                                          | Maklouf       | 30.0       |
| 1992  | 109,000       | Single Market                            | Maklouf       | 30.0       |
| 1993  | 0             |                                          | Maklouf       | 30.0       |
| 1994  | 6,705,520     | D-Day                                    | Maklouf       | 30.0       |
| 1995  | 0             |                                          | Maklouf       | 30.0       |
| 1996  | 0             |                                          | Maklouf       | 30.0       |
| 1997  | 0             |                                          | Maklouf       | 30.0       |
| 1997  | 456,364,100   | Britannia                                | Maklouf       | 27.3       |
| 1998  | 64,306,500    | Britannia                                | Rank-Broadley | 27.3       |
| 1998  | 5,001,000     | NHS                                      | Rank-Broadley | 27.3       |
| 1998  | 5,043,000     | EU                                       | Rank-Broadley | 27.3       |
| 1999  | 24,905,000    | Britannia                                | Rank-Broadley | 27.3       |
| 2000  | 27,915,500    | Britannia                                | Rank-Broadley | 27.3       |
| 2000  | 11,263,000    | Public Libraries Act                     | Rank-Broadley | 27.3       |
| 2001  | 84,998,500    | Britannia                                | Rank-Broadley | 27.3       |
| 2002  | 23,907,500    | Britannia                                | Rank-Broadley | 27.3       |
| 2003  | 23,583,000    | Britannia                                | Rank-Broadley | 27.3       |
| 2003  | 3,124,030     | Suffragettes                             | Rank-Broadley | 27.3       |
| 2004  | 35,315,500    | Britannia                                | Rank-Broadley | 27.3       |
| 2004  | 9,032,500     | Roger Bannister                          | Rank-Broadley | 27.3       |
| 2005  | 25,363,500    | Britannia                                | Rank-Broadley | 27.3       |
| 2005  | 17,649,000    | Dictionary                               | Rank-Broadley | 27.3       |
| 2006  | 24,567,000    | Britannia                                | Rank-Broadley | 27.3       |
| 2006  | 12,087,000    | VC – award                               | Rank-Broadley | 27.3       |
| 2006  | 10,000,500    | VC – heroic acts                         | Rank-Broadley | 27.3       |
| 2007  | 11,200,000    | Britannia                                | Rank-Broadley | 27.3       |
| 2007  | 7,710,750     | Scouting                                 | Rank-Broadley | 27.3       |
| 2008  | 3,500,000     | Britannia design                         | Rank-Broadley | 27.3       |
| 2008  | 22,747,000    | Royal Shield (Dent)                      | Rank-Broadley | 27.3       |
| 2009  | 210,000       | Kew Gardens                              | Rank-Broadley | 27.3       |
| 2010  | 7,410,090     | Girl Guiding                             | Rank-Broadley | 27.3       |
| 2011  | 3,400,000     | WWF                                      | Rank-Broadley | 27.3       |
| 2011  | 53,272,613    | Olympic games series                     | Rank-Broadley | 27.3       |
| 2012  | 32,300,030    | Royal Shield                             | Rank-Broadley | 27.3       |
| 2013  | 10,301,000    | Royal Shield                             | Rank-Broadley | 27.3       |
| 2013  | 5,300,000     | Benjamin Britten                         | Rank-Broadley | 27.3       |
| 2013  | 7,000,000     | Christopher Ironside                     | Rank-Broadley | 27.3       |
| 2014  | 49,001,000    | Royal Shield                             | Rank-Broadley | 27.3       |
| 2014  | 6,500,000     | Glasgow 2014                             | Rank-Broadley | 27.3       |
| 2015  | 20,101,000    | Royal Shield                             | Rank-Broadley | 27.3       |
| 2015  | 39,300,000    | Royal Shield                             | Clark         | 27.3       |
| 2015  | 5,900,000     | Battle of Britain                        | Clark         | 27.3       |
| 2016  | 6,400,000     | Team GB                                  | Clark         | 27.3       |
| 2016  | 6,700,000     | Battle of Hastings                       | Clark         | 27.3       |
| 2016  | 9,700,000     | Beatrix Potter: Peter Rabbit             | Clark         | 27.3       |
| 2016  | 8,800,000     | Beatrix Potter: Mrs. Tiggy-Winkle        | Clark         | 27.3       |
| 2016  | 6,900,000     | Beatrix Potter Portrait                  | Clark         | 27.3       |
| 2016  | 5,000,000     | Beatrix Potter: Squirrel Nutkin          | Clark         | 27.3       |
| 2016  | 2,100,000     | Beatrix Potter: Jemima Puddle-Duck       | Clark         | 27.3       |
| 2016  | 0             | Royal Shield                             | Clark         | 27.3       |
| 2017  | 1,800,000     | Royal Shield                             | Clark         | 27.3       |
| 2017  | 1,801,500     | Isaac Newton                             | Clark         | 27.3       |
| 2017  | 19,900,000    | Beatrix Potter: Peter Rabbit             | Clark         | 27.3       |
| 2017  | 9,500,000     | Beatrix Potter: Tom Kitten               | Clark         | 27.3       |
| 2017  | 9,900,000     | Beatrix Potter: Jeremy Fisher            | Clark         | 27.3       |
| 2017  | 25,000,000    | Beatrix Potter: Benjamin Bunny           | Clark         | 27.3       |
| 2018  | 9,000,000     | Representation of the People Act         | Clark         | 27.3       |
| 2018  | 5,901,000     | Paddington at Buckingham Palace          | Clark         | 27.3       |
| 2018  | 5,001,000     | Paddington at The Station                | Clark         | 27.3       |
| 2018  | 3,900,000     | Beatrix Potter: The Tailor of Gloucester | Clark         | 27.3       |
| 2018  | 1,700,000     | Beatrix Potter: Mrs Tittlemouse          | Clark         | 27.3       |
| 2018  | 1,400,000     | Beatrix Potter: Flopsy Bunny             | Clark         | 27.3       |
| 2018  | 1,400,000     | Beatrix Potter: Peter Rabbit             | Clark         | 27.3       |
| 2018  | 0             | Royal Shield                             | Clark         | 27.3       |
| 2019  | 8,602,000     | Sherlock Holmes                          | Clark         | 27.3       |
| 2019  | 9,001,000     | Paddington at the Tower                  | Clark         | 27.3       |
| 2019  | 9,001,000     | Paddington at St. Pauls Cathedral        | Clark         | 27.3       |
| 2019  | 122,000,000   | Royal Shield                             | Clark         | 27.3       |
| 2020  | 10,001,000    | Withdrawal from the European Union       | Clark         | 27.3       |
| 2020  | 10,300,000    | Diversity                                | Clark         | 27.3       |
| 2020  | 46,540,375    | Royal Shield                             | Clark         | 27.3       |
| 2021  | 0             | Royal Shield                             | Clark         | 27.3       |
| 2022  | 9,500,000     | Royal Shield                             | Clark         | 27.3       |
| 2022  | 5,000,000     | UK Pride                                 | Clark         | 27.3       |
| 2022  | 5,000,070     | Platinum Jubilee                         | Clark         | 27.3       |
| 2022  | 9,600,000     | Queen Elizabeth Memorial                 | Jennings      | 27.3       |
| 2023  | 5,000,000     | Coronation of King Charles III           | Jennings      | 27.3       |
| 2023  | 200,000       | Atlantic Salmon                          | Jennings      | 27.3       |

إنتجت مجموعات المسكوكات منذ عام 1982؛ حيث يشير سك النقود في هذا التاريخ أو بعده إلى "لا شيء" أو "إثبات فقط"، وهناك أمثلة موجودة داخل تلك المجموعات.

## روابط خارجية
- دار سك العملة الملكية - تصميم ومواصفات عملة 50 بنسًا
- خمسون بنسًا، نوع العملة المعدنية من المملكة المتحدة – نادي العملات على الإنترنت